# ProgeCAD
progeCAD는 대부분 버전의 오토캐드의 DWG, DXF의 편집과 인쇄를 위한 마이크로소프트 윈도우 기반의 CAD 소프트웨어 프로그램이다.

## 상용 캐드 소프트웨어
progeCAD(2005년까지의 원래 명칭은 "ProgeSOFT IntelliCAD")는 ProgeSOFT가 개발한 컴퓨터 지원 설계 소프트웨어 플랫폼이다. progeCAD는 저비용으로 애플리케이션, 라이브러리, 서비스와 함께 제공되는 프로페셔널, 네이티브 DWG 2D/3D CAD로 기술된다. progeCAD는 ITC 인텔리캐드, ACIS, 오픈 디자인 얼라이언스 프로그래밍 툴킷을 사용하여 개발되었다. 사용자 인터페이스는 특정 버전들의 오토캐드를 에뮬레이트하는데, 여기에는 떠다니는 도구 모음, 또 AutoLISP, VBA 등의 명령 줄 지원이 포함된다. "프로페셔널" 버전은 정보 테이블, 기초 동적 블록 지원, 3차원 솔리드 모델링, 렌더링, PDF 가져오기 및 인쇄 등의 여러 강화된 기능을 포함한다. 2011년 기준으로 progeCAD는 "EasyArch"라는 이름의 자신들만의 3차원 아키텍처 디자인 기술을 포함하기 시작했다. progeCAD는 OpenGL를 사용하며 DWG 캐드중 유일하게 OpenGL의 DISPLAYLIST를 지원한다. ANTI-ALIASING 을 지원하여 A사 CAD와 동등한 화면 품질을 제공한다.

## 무료 CAD 소프트웨어 (비상업용)
2005, 2006년, progeCAD는 개인 용도 목적으로 "progeCAD LT" 버전들을 출시했다. "LT"는 "progeCAD Smart!" 퍼스널 캐드 시스템의 출시와 함께 2007년 말에 뒤이어 나왔다. progeCAD는 "오픈 소스"가 아니다. 비즈니스 또는 상업적인 목적으로 무료 버전의 progeCAD를 사용하는 것은 불법이다.
progeCAD는 교육 목적으로 progeCAD의 완전한 프로페셔널 라이선스를 학교에 무료로 제공한다. 전 세계 수많은 학교들은 progeCAD 교육 프로그램에 참여하고 있다.

## 개요
1999년 이탈리아 ProgeSOFT사에서 개발하였으며  현재 2020 버전까지 출시됐다. 금형, 기계, 전기, 토목등 다양한 분야에 쓰인다. 오토캐드 유사 프로그램중 3D 관련 기능이 탁월한 편이다.
ProgeSOFT 사는 인텔리캐드 창립멤버중 하나이며 엔진 개발에 많은 참여를 하는 몇 안되는 개발사이다. 전세계적으로 한국 설계자가 가장 뛰어 나다는것은 CAD 시장에서 너무나 유명하다.
때문에 progeCAD 한국총판사에서는 progeCAD 개발에 적극적으로 참여하여 프로그램 반응 속도 안정성등을 대폭 개선했다.

## 같이 보기
- 인텔리캐드